# District d'Abu
Pour les articles homonymes, voir Abu.
Abu (阿武郡, Abu-gun) est un district situé dans la préfecture de Yamaguchi au Japon.
En 2003, la population s'élevait à 27 147 habitants. Sa superficie était alors de 969,73 km2, soit une densité de 27,99 personnes par km2. Toutefois, le 6 mars 2005, les villages d'Asahi, de Fukue, de Kawakami, de Mutsumi, de Susa et de Tamagawa ont été absorbés par la ville voisine de Hagi.
Le 16 janvier 2010, la ville d'Atō a été absorbée par la ville voisine de Yamaguchi. Si bien que, désormais, le district est réduit au seul bourg d'Abu, pour une superficie de 116,07 km2 et une population, au 1er novembre 2009, de 3 731 habitants, soit une densité de 32,1 hab./km2.

## Bourgs
- Abu